# USS McCalla (DD-253)
USS McCalla (DD-253) là một tàu khu trục lớp Clemson được Hải quân Hoa Kỳ chế tạo vào cuối Chiến tranh Thế giới thứ nhất. Trong Chiến tranh Thế giới thứ hai, nó được chuyển cho Hải quân Hoàng gia Anh và được đổi tên thành HMS Stanley (I73), và đã tiếp tục hoạt động cho đến khi bị tàu ngầm U-boat Đức đánh chìm tại Đại Tây Dương năm 1941. Nó là chiếc tàu chiến đầu tiên của Hải quân Hoa Kỳ được đặt tên theo Chuẩn đô đốc Bowman H. McCalla (1844-1910).

## Thiết kế và chế tạo
McCalla được đặt lườn vào ngày 25 tháng 9 năm 1918 tại xưởng tàu Fore River Shipyard của hãng Bethlehem Shipbuilding Corporation ở Quincy Massachusetts. Nó được hạ thủy vào ngày 18 tháng 2 năm 1919, được đỡ đầu bởi bà Elizabeth McCalla Miller, con gái đô đốc McCalla; và được đưa ra hoạt động vào ngày 19 tháng 5 năm 1919 dưới quyền chỉ huy của Hạm trưởng, Thiếu tá Hải quân G. B. Ashe.

## Lịch sử hoạt động

### USSMcCalla
Sau khi nhập biên chế, McCalla chỉ hoạt động tích cực trong hơn bảy tháng; vào ngày 26 tháng 11 năm 1919 nó được đưa về lực lượng dự bị tại Xưởng hải quân Norfolk, và được cho xuất biên chế vào ngày 30 tháng 6 năm 1922. Khi chiến tranh lại nổ ra ở Châu Âu, nó nhập biên chế trở lại vào ngày 18 tháng 12 năm 1939, và được chuẩn bị để chuyển giao cho Anh Quốc theo Thỏa thuận đổi tàu khu trục lấy căn cứ.

### HMSStanley
McCalla được cho xuất biên chế và trở thành một tàu chiến của Hải quân Hoàng gia Anh vào ngày 23 tháng 10 năm 1940. Nhập biên chế như là chiếc HMS Stanley (I73), nó được phân về Chi hạm đội Khu trục Town 4, và đã khởi hành từ Halifax vào ngày 1 tháng 11. Tại St. John’s vào ngày 5 tháng 11, khi chiếc thiết giáp hạm bỏ túi Đức Admiral Scheer tấn công một đoàn tàu vận tải đang trên đường đi sang Anh và đánh chìm sáu tàu buôn, Stanley được phái đi hộ tống đoàn tàu quay trở lại Nova Scotia. Nó gặp gỡ các con tàu ngoài khơi 60 nmi (110 km) và đã hộ tống 15 chiếc đi đến cảng Trinity. Bị trì hoãn để sửa chữa, cuối cùng nó khởi hành vào ngày 14 tháng 12, đi đến Plymouth, Anh Quốc vào ngày 2 tháng 1 năm 1941. Stanley được cải biến cho nhiệm vụ hộ tống vận tải tầm xa bằng cách tháo dỡ hai nồi hơi phía trước, thay thế bằng các thùng nhiên liệu bổ sung. Việc cải biến này giúp tăng tầm xa hoạt động nhưng làm giảm tốc độ tối đa xuống còn 25 kn (46 km/h). Ba trong số các khẩu pháo 4 in (100 mm)/50 caliber ban đầu cùng một dàn ba ống phóng ngư lôi cũng được tháo dỡ để giảm bớt trọng lượng bên trên, lấy chỗ để mang thêm mìn sâu và trang bị một dàn súng cối chống tàu ngầm Hedgehog.
Sẵn sàng để hoạt động vào tháng 8, Stanley thoạt tiên được phân về Bộ chỉ huy Tiếp cận phía Tây, và sau đó là với Đội hộ tống 40. Một trong các chuyến đi hộ tống đã đưa nó đến Freetown, Sierra Leone, hộ tống các con tàu vận chuyển binh lính và thiết bị của các đơn vị thuộc Khối thịnh vượng chung sang Trung Đông. Trong chuyến quay trở về, nó hộ tống một đoàn tàu buôn, khởi hành vào ngày 30 tháng 11. Tại Gibraltar vào giữa tháng 12, nó gia nhập Đoàn tàu HG-76 khởi hành vào ngày 14 tháng 12 để đi Anh. Vào ngày 17 tháng 12 một trong những máy bay Grumman Martlet xuất phát từ tàu sân bay hộ tống HMS Audacity đã phát hiện một tàu ngầm đối phương ở cách 22 nmi (41 km) bên mạn trái đoàn tàu. Stanley cùng bốn tàu hộ tống khác nhanh chóng bắt được tín hiệu mục tiêu, đánh chìm tàu ngầm U-131 và vớt được 55 người sống sót. Ngày hôm sau, Stanley cùng với HMS Blankney ghi được một chiến công khác khi đánh chìm tàu ngầm U-434 và vớt được 42 người sống sót.
Vào ngày 19 tháng 12 năm 1941, chuỗi chiến thắng bị cắt đứt. Đang khi trực chiến ở phía đuôi đoàn tàu, Stanley được báo cáo về sự hiện diện của một tàu ngầm U-boat khác. Nữa giờ sau, tàu ngầm U-574 ghi được một phát trúng đích; Stanley nổ tung và đắm ở tọa độ 38°12′B 17°23′T / 38,2°B 17,383°T với tổn thất nhân mạng toàn bộ ngoại trừ 25 thành viên thủy thủ đoàn. Tuy nhiên, chỉ trong vòng 12 phút, tàu xà lúp Stork (L81) trả đũa và đánh chìm được chiếc tàu ngầm, và cứu vớt được 16 người sống sót.